# Hakkâri'de Bir Mevsim
Hakkâri'de Bir Mevsim (en turc, Una estació a Hakkari) és una pel·lícula turca de 1983 dirigida per Erden Kıral. Va participar al 33è Festival Internacional de Cinema de Berlín, on va guanyar l'Ós de Plata – Premi Especial del Jurat.

## Trama
Un trasllat disciplinari porta un professor a un poble remot en algun lloc de les muntanyes. No hi ha carreteres convencionals ni electricitat. Tot i que el mestre només es quedarà a l'hivern, s'esforça molt a educar els nens de la zona mentre pot.

## Repartiment
- Rana Cabbar
- Erol Demiröz
- Genco Erkal - Mestre
- Berrin Koper
- Serif Sezer
- Erkan Yücel